# DARKER THAN BLACK -黒の契約者-
『DARKER THAN BLACK -黒の契約者-』（ダーカーザンブラック くろのけいやくしゃ）は、MBS・TBS系列で2007年4月5日から同年9月27日まで放送されたBONES制作の日本のアニメ作品。テレビ放送分25話に、未放送分の1話を加えた全26話。

## 概要
「契約者」と呼ばれる超能力者で秘密組織のエージェントである主人公が任務を行い、他の「契約者」やエージェントとの戦闘、人々との交流を中心に物語が進展する。そこに警視庁の刑事たちも加わり「ゲート」や「契約者」をめぐる謎や陰謀が明らかになる展開となっている。
架空の世界を描いたものであるが、日本の東京が舞台であり、現実と同様の世界がモチーフとされた。徹底的なロケハンにより、ほとんどのエピソードの舞台として実際に存在する場所や建物が（多少のアレンジを施しつつ）忠実に描かれている。
一般的には作品内に登場する広告や商品などについて架空の名称を用いることが広く行われているが、当作品では番組スポンサー企業を中心として実際の社名や製品名を明示的に使用している場面が多く見受けられる。
アニメ放送中の2007年には『月刊Asuka』（角川書店）にて同タイトルの漫画が野奇夜の作画で連載された。
2009年10月から12月まで、テレビアニメ第2期として『DARKER THAN BLACK -流星の双子-』がMBS・TBS・CBCほかにて放送された。これに先立ちMBSのみのローカル放送として、同年10月3日の『アニメシャワー』25時58分 - 26時28分枠で初回放送では未放送であった第1期第26話を「特別編」と題しテレビ初放送が行われた。
同2009年、『ヤングガンガン』（スクウェア・エニックス）にて『DARKER THAN BLACK -漆黒の花-』（ダーカーザンブラック しっこくのはな）のタイトルで漫画連載が開始される。物語の時間軸では『DARKER THAN BLACK -黒の契約者-』と『DARKER THAN BLACK -黒の契約者- 外伝』の間を描いたものであり、アニメのキャラクター原案を務めた岩原裕二が作画を務めている。
また、2009年12月からリリースされた『DARKER THAN BLACK -流星の双子-』のDVD・Blu-rayの偶数巻には、新作OVAとして制作された『DARKER THAN BLACK -黒の契約者- 外伝』が収録された。こちらでもテレビアニメ第1期と第2期を繋ぐストーリーが描かれている。

## あらすじ
10年前突如として東京を襲った異変、通称「地獄門」（ヘルズ・ゲート）といわれる未知の領域が出現して以降、この世界は本当の“空”を失い、夜空を覆う満天の星は偽りの星たちのものとなった。また、時を同じくして「契約者」と呼ばれる、特別な能力を身につけた者たちが現れはじめる。人間らしい感情や「契約対価」という代償と引き換えに、人外の能力を得た存在である彼らを利用して、このゲートに関する情報を得ようと、各国の諜報機関が東京にエージェントを送り込む。
主人公・黒（ヘイ）もまたそうした契約者の一人だった。彼はある“組織”に所属しており、他の諜報機関などからは「BK-201」または「黒の死神」と呼ばれている。そして、同じ“組織”のメンバーである銀（イン）・猫（マオ）・黄（ホァン）と共に、ゲートに関連する情報を集め“組織”の任務を実行していくことになる。

## 世界設定
ゲートの出現と同時に本物の空が消失。以後飛行機は成層圏までしか飛べず、人工衛星は使い物にならなくなった。日本においては地獄門が東京の中心に出来たために総武線・中央線が一部停止、内部にあった施設や公的機関は移動を余儀なくされた。また、南米では「天国門（ヘブンズ・ゲート）」をめぐる「天国戦争」によってどの国も壊滅状態に陥り、さらに直後の「天国門消失」に伴い数億の人命と広大な大陸の一部が地球から消え去っている。

## 登場人物
各人物が所属する組織などについても触れる。

### 組織
作中では正式名称が明かされないため、単に“組織”と呼ばれている。各国諜報機関の間ではそれなりに有名。各国警察・諜報機関に根を張り、国連機関PANDORAすら隠れ蓑に使う巨大な組織。構成員のコードネームは色に由来するものが多い。その活動内容の目的はゲートを閉じること（消失させることではない）、ひいては契約者を消滅させることだった。
黒たち4人のメンバーはコードネームや偽名に中国語を用いているが、中国人ではない。構成員の多くがその例と同様で、必ずしも中国籍というわけではない。
黒（ヘイ）
声 - 木内秀信、入野自由（幼少期）
本作の主人公。強力な戦闘力を有する契約者で、“組織”のエージェントの一人。「黒の死神」といった異名を持つ。彼が関わったと見られる案件は多いものの、警察ですら実態を掴めないでいる謎の多い存在。「黒の死神」という異名がついたのは、彼が契約者の能力を持つようになる前である。
メシエコードはBK201。契約能力は「電流を自在に操る」。手から電流を放ち触れた対象者を感電死または気絶させるなどの殺傷に専ら用いるが、電気系統に干渉して機器を動作させたりショートさせることも可能。
任務の際には黒いコート（黒が着用した場合のみ防弾効果を持つ）と白い仮面を身に纏い、ベルトに仕込まれたワイヤーとそれに結ばれたナイフを投げて戦う。高い身体能力を持ち戦闘の際にはワイヤーを活用して縦横無尽に駆け回り、それを介して電流を流す攻撃方法を得意とする。また、契約者でありながら「心」を失っていない稀有な存在とされる。
性格は基本的に冷酷であり、敵対者や目的のためなら拷問も躊躇わず行うこともある。その反面、時折契約者らしからぬ行動を起こすことがある（他人を想いやったり、仲間意識を持つなど）。そのため、他の契約者からも不思議がられることも多い（契約者は合理的な感情しか持たないため）。
五年前の南米での天国門消失にて行方不明となった妹・白を探している。その天国門消失事件で彼は契約者となったが、実際には契約者ではなく、契約者の能力を持った人間であることが第25話にて明らかとなった。そのため、対価が存在しない。彼の契約能力とメシエコードは、天国門消失の際に白と同化したことに由来するもの。電撃は本来の能力の一部の現われで、真の能力として妹と同じ「物質変換」能力を有している。
人と契約者を併せた存在であり、それゆえに両者の争いの局面を担う者となる。しかし人と契約者の共存を望んだ彼はサターンリング内部の反ゲート粒子を変質させ、銀と共に姿を消した。その後については『DARKER THAN BLACK -流星の双子-』、『DARKER THAN BLACK -黒の契約者- 外伝』を参照。
李舜生（リ・シェンシュン）
黒の表向き、普段の顔。中国からの留学生を名乗る「海月荘」の201号室の住人。任務以外の平常時、黒はこの身分であり、穏やかで気弱な青年として日常を過ごす。ただし潜入工作の際には、この顔を利用して任務に就く。
李舜生としての黒は、たいてい白いシャツにジーパン姿であり、その上から緑のパーカーを着る。黒でもある彼の趣味は天体観測。極度の大食漢であり、外食すれば何皿も積み上げるほど平らげて人を驚かす。そのためアパートの自室に業務用の炊飯器を持っているほど。また、中華料理の調理の腕前は大したもの。
外事四課課長の霧原未咲と顔見知りとなり、その正体が黒（BK201）ではないかと疑われることになる。

銀（イン）
声 - 福圓美里
黒と同じチームに属する盲目のドール。「水」を媒介して観測霊を操り、主に諜報や探索を担当する。17歳の少女。
銀髪を細いリボンで結んでおりアンティークドールを思わせるワンピースを着ている（また、第14話の彼女の回想で父親の葬儀の時に着ていた喪服と全く同じデザインである）。普段は黒の住む海月荘の近くにある煙草屋の看板娘。ドールとなる以前より盲目であり、絶対音感を有する優れた聴覚で周囲を認識し一人でも行動できる。
本名は「キルシー」で、北欧育ち。月明かりの下でピアノを弾くのが好きな感情豊かな少女だった。まだ幼かった彼女は父親を飛行機事故で、直後に母・アンニも彼女をかばって自動車事故で両親を相次いで亡くす悲劇に見舞われる。その後ドールとなるが、“組織”に入るまでの経緯は不明。ピアノの師だったエーリスと再会するも、黒たちと共に居ることを選んだ。
第25話で時間の逆行に飲み込まれそうになった黒を救い、共に“組織”から離反する。黒を助けた際、彼女の観測霊は人の手の形を取っており、エピローグでは彼女の形となった観測霊が現れている。
その後については『DARKER THAN BLACK -流星の双子-』、『DARKER THAN BLACK -黒の契約者- 外伝』を参照。
猫（マオ）
声 - 沢木郁也
黒と同じチームに属する契約者。43歳。その姿は赤い首輪と通信機付きの鈴、耳に銀色で角形のタグを付けた黒猫として現れる。任務中、黒とは行動を共にすることが多く、動物の特性を利して活動する。
メシエコードは不明。能力は「動物への憑依」。他の動物に憑依することもあり人語を話すこともできるが、憑依し慣れた動物でないと上手く操れないらしい。
正体は過去に黒猫に憑依した際、肉体を失った契約者。元来の体はすでに死亡しており、以来黒猫の体に憑依し続けている。そのため契約対価は支払済となっている。
記憶を肉体外部のサーバ上に持っている。普段は沈着な性格だが、猫の脳で人間と同じ思考力を持つには容量が足りないため、耳につけた端末を介しコンピューターによるバックアップを受けている（そのため“組織”から離れることができない）。バックアップを怠ったり、それに支障が生じると猫の本能が優って行動が制御できなくなる。第24話にて、黒らと共に“組織”から切り捨てられる形でサーバーに接続できなくなったため、徐々に人としての意識が維持できなくなり、ヘルズ・ゲートに侵入した際、「彼」は消え、ただの黒猫に戻った。
『DARKER THAN BLACK -流星の双子-』では本作で消えたはずの彼の顛末が明かされる。
黄（ホァン）
声 - 池田勝
黒たちのチームの責任者。38歳。任務に関する指示の伝達や情報・物品の受け渡しなど、“組織”との連絡や後方支援を担当する。
いつも帽子を被りロングコートを纏う禿頭の中年男性。自身は契約者ではなく、彼らを嫌い、軽蔑している。“組織”の恐ろしさを知る彼は、任務優先のために冷酷な命令を黒に与えることもあり、黒や猫と度々衝突する。銃の腕はかなりのもの。任務の際に運転しているのは黒のスズキ・ワゴンR。吸っている煙草の銘柄はわかば。
本名は「久能潔（くの きよし）」。警視庁公安部の警官であったが、ある日、恋人の岸田志保子が同僚を殺害する現場を目撃、契約者という存在を目の当たりにする。記憶を消される前にスカウトされ“組織”の一員となった。当初、同じチームの黒たちを、彼らが契約者であることを理由に機械のように扱っていたが、仲間の過去や自身の過去をきっかけに、打ち解けていく。
第24話で“組織”の刺客に撃たれて重傷を負い、黒たちをゲートに送った後、車で追手を引き付け、最後は自爆した。
白（パイ）
声 - 名塚佳織、藤井結夏（幼少期）
黒の妹で契約者。彼と共に“組織”のエージェントとして南米で活動していたが、天国門消失の前後に失踪し姿を消す。行方不明になる直前までアンバーと共に居た。
本名は「シン」。彼女が本来の「BK201」である。契約能力は「物質の変容をともなう電撃」。契約対価は「睡眠」。“組織”の真の目的を察知し、天国門を守るために能力を使い一帯を不可侵領域に変えた。直後に黒と一体化する。

### 警視庁

#### 公安部外事四課
公安部外事四課は警視庁において契約者がらみの事件の捜査を担当している（「外事課」とは外国からのスパイやテロリストを取り締まる部署のことで、実際の警視庁には一課 - 三課が存在）。メンバーはみな契約者ではない一般人である。なお、警視庁本庁舎の存在する皇居周辺は地獄門内部であるため、現在新宿区初台のNTT東日本の本社ビルが仮庁舎として使用されている。
霧原未咲（きりはら みさき）
声 - 水樹奈々
外事四課課長である女性警察官。27歳。階級は警視。本作の語り手の一人。
若くして外事四課の課長となったエリートな警察官。父は警察庁警備局局長・霧原直泰。一度警視正への昇進の話が持ち上がったが、思うところがあり辞退している。皮肉や冗談を口にすることもあるが、堅物で、強い正義感と部下への思いやりを持っている。ポルシェ・911の覆面パトカーに乗る。好物は脂っこい物だが、「常に動いてるから」全く太らない体質らしい。眼鏡を掛けており、裸眼ではかなり目が悪い。高校時代は剣道部に所属。
監督によると本作品における萌え担当キャラらしい。
最終話、“組織”の人間である宝来を逮捕しようとするが逆に殺されかけ、黒に助けられる。
『漆黒の花』では黒い花の事件を追う。その後については『DARKER THAN BLACK -流星の双子-』を参照。
斎藤雄介（さいとう ゆうすけ）
声 - 志村知幸
未咲の部下。未咲を心から尊敬し、彼女を愛しているが、奥手な性格のため口に出せずにいる。命令には従順な巨漢。柔道4段・空手2段の腕前を持つ。本名のまま潜入捜査をおこなったり、部外者の前で未咲と会話するなど、その言動は公安部警官としてあまり誉められたものではない。
河野豊（こうの ゆたか）
声 - 鳥海浩輔
斎藤の後輩。斎藤とは対照的な軟派な優男。外見から軽い人物に見られがちだが、斎藤と同じく未咲を尊敬している。斉藤に対しては度々生意気な口を利くこともある。
松本邦夫（まつもと くにお）
声 - 福田信昭
四課の最年長。年上のため未咲を含む皆から「松本さん」と呼ばれている。ベテランの貫禄を持つ初老の男性。若い頃は文学に傾倒していたらしく、自身を「文学青年の成れの果て」と韜晦する。
『漆黒の花』ではハーヴェストの攻撃を受け、左手を喪失する。
大塚真由（おおつか まゆ）
声 - 稲村優奈
天文部からの連絡・報告を課員に伝える担当。
第26話では彼女の視点で物語を展開している。同僚には隠しているが、かなりの腐女子で大学時代はマン研に所属。好きなアニメは「薔薇のモーリス」。趣味は同人小説の執筆で、MAYUMAYUのペンネームで書く「モーリスの夜」には偶然助けられた黒をモデルにしたキャラクターを出している。黒を見た時の感想は「鎖骨のラインが美しかった」。

#### 上層部
宝来善充（ほうらい よしみつ）
声 - 池水通洋
公安部部長。霧原未咲の上司。常に黒の手袋を着用している厳つい男性。
“組織”の関係者。ゲート消滅に失敗したエリック西島を殺し、自分に反抗した未咲をも始末しようとするが現れた黒に倒され逮捕される。
霧原直泰（きりはら なおやす）
声 - 宝亀克寿
警察庁の警備局長で、霧原未咲の父親。階級は警視監。娘を溺愛しており、やや公私混同のきらいがある。

#### 天文部
国立天文台が警視庁の関連機関となったもの。偽りの星（詳細は作中用語の項を参照のこと）の観測・分析を担うとともに、所属するドールたちが送電線を媒介して契約者の捜索を行っている。なお、国立天文台は三鷹キャンパスに実在する施設である。
石崎香那美（いしざき かなみ）
声 - 小林沙苗
国立天文台の主任。未咲とは同期で、高校時代の学友である。プライベートでは互いを下の名前で呼び合う仲で、未咲にとっては肩の力を抜ける相手。高校時代、委員長を務めていた。堅物の未咲と異なり、問題さえ起こさなければ違反を見逃す程度には柔軟で、不真面目。
星見様（ほしみさま）
声 - 松尾佳子
国立天文台の中央に座る老婆。特務天文官という肩書きが与えられたドール。
喋るようにプログラムされていないのにもかかわらず、5年前の太陽の大黒斑（詳細は作中用語の項を参照のこと）周期の際に突然予言的な言葉を発しはじめ、その言葉通り天国門が消滅した。以来偽りの星同様、観測対象とされている。再び大黒斑周期が迫る中、5年ぶりに口を開き、天文部に戦慄を走らせた。

### MI6
正式名称、イギリス情報局秘密情報部（SIS）。エージェントは、英語における月の名前をコードネームとしている。ハヴォックを国連機関PANDORAに引き渡すために東京を訪れ、そのまま東京に残る。
ノーベンバー11（ノーベンバーイレブン）
声 - 井上和彦
“MI6最高のエージェント”と評される契約者で、金髪碧眼の白人男性。32歳。フランクでユニークな振舞いを見せる「伊達男」。表向きはイギリス外務省の外交官「ジャック・サイモン」と名乗っている。愛用する携帯電話はNTTドコモのキッズケータイSA800i（ライムカラー）。マツダ・RX-8を運転する。
メシエコードは不明。能力は「接触した対象物の水分を凍結させる」。雨水やコーヒーなどの水分の氷結は勿論、人体に触れた場合は皮膚を通して血液を凍らせることもできる。また、凍結させた水分を氷柱（つらら）状にして武器とする。契約対価は「喫煙」だが、本人は極度の嫌煙家。たばこはDEATHというイギリス製の銘柄を服す。
能力を取り戻したハヴォックを危険視し、殺害。その際に黒と交戦し、彼の能力の対策として絶縁のためのゴム長靴を用意するなど周到さを見せたが、決着は付かなかった。イブニング・プリムローズ（後述）に拘束された際には参加を要求されるも断わる。しかし“組織”の正体とその目的に気付いたため消されることになり、ディケイドを倒したものの銃弾を受けた傷が元で息絶えた。
エイプリル
声 - 本田貴子
MI6のエージェントで契約者。派手な格好をした黒人女性。25歳。
メシエコードは不明。契約能力は「空中の水分を集める」。作中では主に雨雲を形成し降雨させている。その効果範囲はかなり広い。ノーベンバー11の能力との相性の良さゆえに、彼のパートナーとしてチームを組んでいる。契約対価は「飲酒」。本人は大の酒好きでかなりの酒豪。
本作で最後まで生き残った数少ない契約者のうちの一人。
その後については『DARKER THAN BLACK -流星の双子-』を参照。
ジュライ
声 - 浅井清己
MI6のエージェントで、つば付き帽子を目深に被った幼い少年のドール。
ガラスと金属を媒介に、観測霊を操る。よくエイプリルと手をつないで行動している。また、ドールでありながらも、ノーベンバー11・エイプリルのピンチの時には心配するなど、二人を仲間と認識している。
その後については『DARKER THAN BLACK -流星の双子-』を参照。
ディケイド
声 - 野島昭生
ノーベンバー11たちの上司で、眼鏡をかけた禿頭の中年男性。ハヴォックの死亡後、ノーベンバー11に対して“組織”と黒について調査するよう命令したが、ディケイド自身“組織”の人間であった。
“組織”の正体と目的を知ったノーベンバーの処分を下すも、彼に道連れにされる。

### 国連機関PANDORA
Physicalquantity Alternation Natural Deconstruction Organized Research Agency
国連主導の国際研究機関。PANDORA法（詳細は作中用語の項を参照のこと）に基づき、契約者や地獄門の研究をしている。地獄門内に研究施設が存在する。本来は単なる研究機関に過ぎないはずの組織だが、武装した独自の部隊を秘密裏に有しており、必要なら武力行使に打って出ることもある。ゲートや契約者に関するその研究は、実は契約者を滅ぼすためのものであり、背後には“組織”の存在がある。これらは機密であり、PANDORA内部でも一部の人間にしか知らされていない。
エリック西島
声 - 三木眞一郎
PANDORA職員。職位は部長。眼鏡の奥から冷徹な眼差しを向ける男性。"組織"のメンバーでPANDORA内でゲート消滅を指揮していたが、ゲート消滅の計画が失敗したため宝来により撃たれ死亡。
ロバート・シュレーダー
声 - 家弓家正
ゲートの研究で知られる科学者。数年前から地獄門内PANDORA施設の最深部に隔離され、そこでゲートを消滅させる研究を続けていた。天国門消失の原理やEPRの作戦の位置を看破するなどの洞察を見せ、純粋に科学者として自らの理論を実行するが倫理感は持ち併せていない。その研究によりゲートを消滅させ全ての契約者を消す計画を推進するも、エリックの死を目の当たりにして逃亡する。

### イブニング・プリムローズ（EPR）
「Evening Primrose（ツキミソウ）」を意味する名前を戴く契約者集団。15話から登場し、以降次第に明らかになる物語の核心に絡んでゆく。優秀な契約者やドールを多数集め、天国門同様、地獄門をも消失させようと企む。さらに当局に対しては、契約者の存在を公にし、その権利を確立するよう要求している。その真意は、ゲートの消滅によって全ての契約者を拭い去ろうとする“組織”の陰謀と戦うことである。
アンバー
声 - 川上とも子 / 麻見順子（パチンコ版）
ライトグリーンの長髪と琥珀色の瞳が特徴的な女性。メシエコードは UB001。かつて“組織”に所属し、黒とチームを組んで行動していたが、五年前の南米で白と共に失踪している。「アンバー」とは琥珀色を意味するコードネームであり、かつて二重スパイとしてMI6に潜りこんでいた際のコードネームは「フェブラリー」。黒を愛しているが、天国門消失により彼のチームを全滅させたことから裏切り者扱いされている。
契約能力は「時間制御」。時間を止めたり、逆行させたりすることが可能。その際、自分と任意の対象者のみ時間停止の例外としたり、巻き戻す以前の時間軸で体験した記憶を残すことができる（未来予知に繋がる）。契約対価は「若返ること」。そのため能力の使用回数に制限がある。
EPRをまとめるリーダー的存在。「流星の欠片」を奪った上、黒やノーベンバー11を仲間に引き入れようとする。契約者でありながら愛情を抱き、涙を流す特異な存在。自身に懐いていたマキが死亡した際も悲しみの表情を見せていた。最後の局面において突然重要な鍵を握ることになった黒が、彼自身に悔いの残らない決定を下せるようにするため、制限を超えて能力を使い対価により消滅する。
雨霧（あまぎり）
声 - 桐本琢也
EPRのメンバーの男性。左目を閉じていることが多い。
メシエコードは不明。契約能力は手の平から発する「衝撃波」。その威力はコンクリートの壁に亀裂を入れるほど。契約対価は「ゆで卵を食べること」であり、そのため太りぎみ。コレステロールの過剰摂取に頭を抱えている。最後の決戦ではゲート内の粒子加速器を破壊する任務にあたり成功させるが、舞の能力で退けられる。それにより死亡した様子であったが、生き延びていたことが『DARKER THAN BLACK -黒の契約者- 外伝』で語られている。
魏志軍（ウェイ・チージュン）
声 - 草尾毅
青龍堂の元構成員。その際のエピソードは「青龍堂（チンロンタン）」を参照。
黒との戦闘に敗れた後、再び彼と出会い戦うためアンバーの誘いに乗ってEPRに加わる。顔の左半分には黒との戦闘により負った火傷の痕が残っている。アンバーの使いで黒を地獄門の下に案内した後、彼に敗れた屈辱を晴らそうとして再戦に持ち込むも、喉元を刺され敗北。死に際にゲートを破り黒に道を開けた。
ブリタ
声 - 中村千絵
アメリカ大使館に秘書として潜入していた金髪碧眼の女性。ノーベンバー11とは旧知の間柄であったらしい。
メシエコードは不明。契約能力は「人体の瞬間移動」。自身および接触した相手に効果を及ぼすことができるが、服や持ち物は対象外であるため移動に伴い毎回全裸になる（CR版では服も含めて瞬間移動する）。契約対価は「キスをすること」。キスを相手への接触の手段として用いて対価も同時に支払うこともできる。最終決戦で雨霧とともにゲート内の粒子加速器を破壊する任務にあたり、舞の攻撃を受けるが彼女は瞬間移動能力で辛くも逃れる。その後については劇中では明確に語られていない。
本編ではマキとは接点は無いが、CR版ではマキと2人で組み登場する。また、攻撃の際「消えなさい！」と言うなど好戦的な一面もある。
雨霧の部下
声 - 渡辺智美
ポニーテールの女性。メシエコード、契約対価は不明。契約能力は「爆破（対象物に輪ゴムを貫通させ起爆）」。輪ゴムを指で弾き飛ばし、強化ヘルメットや大型戦車まで貫通・爆破する。PANDORAによるドールへの攻撃に巻き込まれて死亡した。

### その他 一般人

#### 海月荘（うみつきそう）
都内にある黒が住んでいるアパート。2階建て6部屋の木造建て。間取りは1Kで、トイレはあるが風呂はない。ペット禁止。外国人やわけありの者が住んでいる模様。かつては篠田千晶も住んでいた。
大山美鈴（おおやま みすず）
声 - 坂本千夏
海月荘の管理人。快活な小柄の老婆。敷地内の一軒家に夫婦で住み、夫・敏郎を完全に尻に敷いている。黒のことを気に入っており、気さくに話し掛ける。黒に接触するためにやってくる猫をほうきで追いはらうのが日課。七ヶ国語ペラペラを自称するが、本当のところはかなり怪しい。
大山敏郎（おおやま としろう）
声 - 岩田安生
美鈴の夫。いつも盆栽をいじっている物静かな老人。しかし23話では突然快活さを取り戻し、饒舌に思い出を語った。
バボ、アイリーン、ルイス、ヨシュア
声 - 竹田雅則（バボ）、斎賀みつき（アイリーン）、中川慶一（ルイス）、福原耕平（ヨシュア）
順番にそれぞれ、「無口な黒人」「出稼ぎフィリピン人」「ロックの伝道師」「イスラエルから来たオタク」、みな海月荘の個性豊かな住人たちである。4人でよく昼間から酒を飲んでは騒いでいる。

#### 久良沢探偵事務所
新宿と大久保の間の山手線沿線にある探偵事務所。所員は2名。住所は新宿区百人町2丁目21番。物語の流れに関わる依頼を受けてたびたび登場する。
久良沢凱（くらさわ がい）
声 - 松本保典
元刑事の私立探偵。本名は松吉（まつきち）。「凱」という名を名乗ったり、常にカウボーイハットを被っていたりとハードボイルドを気取っているが、実際は自分勝手な思い込みから的外れな推理をする「ヘボ探偵」。ワキガで水虫。猫が大の苦手。公共放送の受信料も滞る貧乏探偵のため、気が乗らない仕事でも依頼料の額次第では引き受けざるを得ない。
茅沼キコ（かやぬま キコ）
声 - 加藤英美里
久良沢の助手を務める女性。ツインテールのピンク色の髪が特徴。コスプレとアニメが大好きな貧乳腐女子。勤務時間中に放送されるテレビアニメを事務所で見てもかまわない、という条件で働いている。言動、容姿ともに幼く見えるが、成人しており酒に酔うと寝てしまう体質。ホウムラン軒でラーメンを食べている李舜生を見かけて以来好意を寄せ、ストーキングしている。

#### ホウムラン軒
李舜生の行きつけの中華料理屋。家族で経営している。
店名は親子の名前のモデルが王貞治、王理恵であることから。
王泰明（おう やすあき）
声 - 福原耕平
ホウムラン軒の店長。
王理花（おう りか）
声 - 水沢史絵
王の娘の三つ編み少女。ホウムラン軒の看板娘。猫を「フェルナンデス」と名付け、餌を与えている。

## 各話登場人物
各人物が所属する組織についても触れる。

### 第1、2話
篠田千晶（しのだ ちあき）
声 - 豊口めぐみ
女性。26歳。国立研究所で働いていたが、潜入していたフランス対外安全総局のエージェントであるルイに利用され、契約者だとは知らないまま恋人となり二週間前に機密情報を預かった。その後、失踪し「原口」の偽名で身を隠して海月荘に住み、ホステスとして働く。高校生のころ、両親を契約者に殺されたところを目撃しており、契約者に対して複雑な感情を抱いていた。
しかし本編に登場する彼女は、フランス対外安全総局が死んだ篠田千晶本人の記憶・人格を移植したドールであり、黒を誘き出すための罠として使われ、最終的には篠田千晶としての仮の人格を失うも黒をかばってジャンに殺される。
ルイ
声 - 加瀬康之
フランス対外安全総局（DGSE）に所属するエージェントで、強力な契約者だった。国立研究所から国連機関PANDORAに不正アクセスし、持ち出した機密情報を篠田千晶に預けていた。
メシエコードはGR544。契約能力は「重力遮断」。自分や対象にかかる重力を調整することで、相手を遥か高空まで飛ばしたり、自分の体を浮かせて空中を移動することができる。契約対価は「自らの指の骨を折ること」。黒に敗れ、交渉を持ちかけるも殺された。
ジャン
声 - 羽多野渉
ルイの仲間でフランス人エージェントの契約者。
メシエコードは不明。契約能力は「テレポーテーション（物質交換）」。自身の体や触れている物体ないしその一部を離れた場所にある物体（もしくはその一部）と「交換」する能力であるが、「交換」できる体積は同等で「交換」までにタイムラグが生じるなどの条件が含まれる。契約対価は「小石を正確に並べること」。
ドールを使って仕立てた「偽の篠田千晶」を利用して黒を誘き出して殺そうとするも失敗、逆に黒によって殺される。
アラン
声 - 大西健晴
ルイの仲間でフランス人エージェント、契約者ではない。黒を殺そうとするも失敗し、逆に黒に殺される。
ポール
声 - 大黒和広
契約者。ルイの仲間のエージェントで、黒肌の巨漢。
メシエコードは不明。契約能力は「爆破」。爆破された対象の飛散物は硬化し、周囲にダメージを与える。契約対価は「野草を食べること」。黒に殺された。

### 第3、4話
柏木舞（かしわぎ まい）
声 - 那須めぐみ
田原耕造の娘。普通の感情を持つ無邪気な中学生の少女で、仕事ばかりで家に帰らない父親を憎んでいる。離婚した母親に引き取られたため母方の姓を名乗っているが、母親と死別した現在は父親と二人暮らし。
幼いころ、契約者としての兆しが見えるようになったため、父・耕造によりゲート内の花の種を手首に埋め込まれており、能力を封じられていた。その効力が消えたことでモラトリアムとなる。それから例外的に契約者へと移行した彼女を、“組織”が連れ去った。
メシエコードは不明。契約能力は「発火」。その火力はわずかな時間で人間を消し炭にできるほど強力。契約対価は「歌を歌うこと」。
第24話の最終決戦の際、“組織”側の契約者として再び登場。粒子加速器の破壊を行おうとした雨霧、ブリタを攻撃する。アンバーの能力によってそれを予知した雨霧に先制され倒れるも反撃し、雨霧を能力で退けたが力尽き死亡した。
ユカ
声 - 水沢史絵
柏木舞の友達の少女。
モラトリアムとなってしまったことに動揺する舞を路地裏で見つけ、一緒に避難しようと誘うも拒否され、強引に連れていこうとする父親ともども、舞が無意識に発動してしまった能力によって焼き殺される。
ケネス
声 - 石井康嗣
白人の男性。各国の紛争地へ契約者を傭兵として派遣するなど、契約者を利用したビジネスをいち早く手がけた企業マイヤー&ヒルトン社の社員。田原耕造を再び会社に呼び戻すためルーコと共に来日した。独特のこだわりを持つビジネスマンで、必要以上によく喋る。契約者を極度に嫌っている。舞によって焼き殺された。
ルーコ
声 - 山野井仁
黒人の契約者。マイヤー&ヒルトン社に雇われており、ケネスと共に来日。
メシエコードは不明。契約能力は「空気の固形化・操作」。無色透明なまま空気をイメージ通りに固体化することができる。刃にし、ナイフや槍投げのように投擲したり鞭のように長くてしなるようにしたりと、さまざまな形状・機能のものを作り出す。契約対価は「本のページにドッグイアーを作ること」。対価を払うため常に大量の書物を所持している。田原殺害直後、黒に殺された。
田原 耕造（たはら こうぞう）
声 - 目黒光祐
柏木舞の父で、地獄門第一次調査隊の唯一の生き残り。ゲート内の花の種を持ち帰り研究していた。その内の1つを娘・舞の手首に、残り1つを鉢植えに植えて栽培していた。
マイヤー&ヒルトン社で研究員をしていたが、娘が契約者となったことから会社を辞め、契約能力を封じるための研究を独自に行っていた。そのため娘の舞とは擦れ違いの生活だった。愛する娘を救わんとする一心の彼の研究であったが試行錯誤を繰り返してもなお、難航しており、舞がモラトリアムとなることを止められずに終わる。
耕造は能力を暴走させる娘を自らの手で殺そうとするが、ルーコに致命傷を負わされ、舞に看取られながら息絶えている。

### 第5、6話
ハヴォック
声 - 進藤尚美
赤髪の女性。数百人とも数千人ともいわれる犠牲者を出した史上最悪の契約者と呼ばれる一人だったが、5年前に能力を失い「喪失者」となった。ノーベンバー11によると元は娼婦。メシエコードは不明。契約能力は「真空の発生」で、発生の場所を任意に操れる。契約対価は「子供の生き血を啜ること」。かつての名前は「カーマイン（Carmine）」。天国戦争に参加しており、契約者になる前の黒やその妹の白のことを知っている。
マフィアに監禁されていたところをMI6に救出され国連機関PANDORAに引き渡されるが、その護送中に黒たちに拉致される。失われた当時の記憶を取り戻すため黒と共に地獄門へと行くが、殺戮者であるかつての自分に戻ることを怖れ、やはり地獄門から退こうとする。地獄門に近づいた影響により契約能力が戻ったことが天文部により確認されていたが、彼女は使うことなくノーベンバー11に殺された。

### 第7、8話
浮山則夫（うきやま のりお）
声 - 佐々木望
フィオーレ化粧品株式会社に入り込んだ産業スパイを追う契約者。メシエコードは不明。契約能力は「重力操作」。対価は不明。彼の体にはアミダブ・カプールという別の契約者の人格が宿っている。
カプールの契約能力は「人間への憑依」。視界内の人間に乗り移ることができるが、その際自身の身体は行動不能となる。戻る際にも憑依した人間の目で自身を見る必要がある。カプールは浮山の体に乗り移っている間に自分の体を失ったため、契約対価は支払い済みとなったが、昔の自分の靴下の臭いを嗅ぐことで失った本来の肉体の名残を感じる習慣がある。
奇妙な同体である浮山とカプールは、元々チームを組み北インドを中心に活動していた。しかし彼らは日本にて黒に敗れて殺される。
弓月亜璃沙（ゆづき ありさ）
声 - 松井菜桜子
若い未亡人。亡きフィオーレ化粧品株式会社重役弓月の後妻。飼っていた黒猫（ミーコ）の捜索を久良沢に依頼した。
市川悦子（いちかわ えつこ）
声 - 本井えみ
弓月家の家政婦。無口で無愛想な、とても怪しい人。久良沢に好意を寄せている節がある。

### 第9、10話
アリス・王（アリス・ワン）
声 - 伊藤静
新宿を中心に活動している香港系マフィア青龍堂（チンロンタン）のボス王少棠の一人娘。自身の誕生日に偶然、旧友である霧原未咲と再会し、彼女を誕生パーティーに招待する。
未咲の高校の同級生。マフィアの娘である自分を怖れない彼女に好感を覚え、仲良くなった。自分の価値観をすっかり変えてしまった彼女に精神的に依存していたが、彼女が自分とは相容れない立場である警察官僚の道を進んだことで自暴自棄に陥った。青龍堂の跡継としての立場から自由になることを望み、魏志軍と共謀して組織の壊滅を目論むも、彼に裏切られて殺された。
魏志軍（ウェイ・チージュン）
声 - 草尾毅
青龍堂の構成員。アリス・ワンの護衛兼運転手。
契約者であり、青龍堂壊滅を目論むアリスと共謀、その能力を使って幹部を次々と殺害する。しかし、彼の本当の目的は自らが青龍堂を掌握することにあり、結局はアリスを裏切って殺した。
メシエコードはVI952。契約能力は「テレポーテーション（物質交換）」の一種。自身の血液を対象に付着させた状態で指を鳴らすと、血が付着した部分だけが切り抜かれたようになってどこかへ転送される。能力の媒介となる自身の血液を飛ばすため毎回リストカットしており、その「自ら血を流す」という行為そのものが彼の契約対価である。能力と共に、体術・スピードにも優れているが、黒に敗れて逃走しイブニング・プリムローズに加わる。以降の彼に関しては「イブニング・プリム・ローズ（EPR）」を参照。
王少棠（ワン・シャオタン）
声 - 園江治
表向きは華僑のホテル経営者だが、裏の顔は青龍堂のボスとしてかなりの有名人。アリス・王の父親。娘に裏切られ、魏志軍に殺害され、幹部も皆殺しにされたため事実上壊滅する。
リチャード・ラウ
声 - 宮内敦士
青龍堂の幹部。通称「王少棠の懐刀」。警察に情報を提供して保護を求めようとしたが、霧原未咲の目前で殺される。VI952による9人目の犠牲者。

### 第11、12話
カリーナ・モク
声 - 石塚さより
黒と同時期に、地獄門内施設へ来た中国系女性清掃員。4月1日生まれの22歳。北京大3年生と自己紹介のときに名乗る。
実はCIAの運び屋で、ゲート内物質「流星の欠片」を持ち出すべく潜入した。地獄門内の特異現象のために精神に異常をきたした彼女は、CIAを裏切り、PANDORA側に「流星の欠片」の返還を持ちかける代わりに地獄門から出ようとしたが、ニックに殺された。
ニック・ヒルマン
声 - 中原茂、本城雄太郎（幼少期）
契約者。PANDORAの地獄門内研究施設で働く研究者。感情を持ち、夢を見ている発言をする。CIAに雇われ、NASAに戻ることを条件にゲート内物質「流星の欠片」を持ち出すよう命令された。
契約能力は黒と同じく「電流を自在に操る」。契約対価は「対象の靴を裏返して置く」。いつか本当の星空を取り戻して、妹を宇宙に連れて行くことを願っている。ゲート内で黒と交戦したが、「流星の欠片」が絡んだ謎の発光現象に伴って突如発生した、「夢」を思わせる奇妙な空間の中で子供に戻り、妹と二人、ロケットで宇宙へと飛び去る。以後、消息不明。
ミーナ・カンダスワミ
声 - 大原さやか
地獄門内のPANDORA施設で働く女性研究員。インド人
PANDORA施設で働きたいがためだけに“組織”と契約し、2年前からスパイとして送り込まれている。掃除夫として侵入した黒と接触するも、研究への情熱から“組織”の仕事に関してはあまり乗り気ではない。しかし黒への恋心から、次第に過剰な接触や独断行動をとるようになる。
『漆黒の花』ではセルゲイと共に行動する。パーセルの秘密基地にて銃で撃たれ殺された。
セルゲイ・ヴィクトロフ
声 - 田中秀幸
地獄門内のPANDORA施設で働く主任研究員。
かなり多くの情報に通じており、“組織”でも上層部に位置する人間の様子。PANDORA施設でのミーナの直属の上司。
『漆黒の花』では美咲にハーヴェストの情報を与える他、パーセルを介して黒に接触し、その行動の手助けをする。
菊池玲二
声 - 桐井大介
PANDORA研究所の清掃員。
カーク・リンゼイ
声 - 咲野俊介
PANDORA研究所の警備隊員。流星の欠片を奪おうとしてニックに殺される。

### 第13、14話
エーリス・カスティネン
声 - 井上倫宏
北欧出身で世界的に有名なピアニスト。10年前、盲目の少女・キルシー（銀）にピアノを教えていた。
失踪したキルシーを探し続け、ようやくつかんだ手がかりを元に久良沢探偵事務所に捜索を依頼する。再会した彼女と一緒に帰ろうとしたが、銀としての生き方を選んだ彼女は拒んだため、記憶操作を受けて帰国した。
アンニ
声 - 鷹森淑乃
キルシー（銀）の母親。キルシーをかばって交通事故死した。
イツァーク
声 - 青山穣
ロシア連邦保安庁（FSB）に所属する契約者。男性。ベルタとともに“組織”について探る任務を受けて行動している。
メシエコードはCY463。契約能力は「観測霊の招集・捕獲・操作」。観測霊を介した情報収集活動を妨害するとともに、観測霊を操っていたドールに精神的ショックを与え、さらにその際ドールとリンクすることでその身の上を知ることができる。契約対価は干渉したドールから得た情報を元に「作詩する」。対価が人間的なものであることから、心を完全には失ってはいないようである。黄に狙撃されて死亡。
ベルタ
声 - さとうあい
契約者。イツァークとチームを組んでいる。元歌手の女性。ウィーン・フォルクスオーパーに立ったこともあるらしい。
メシエコードは不明。契約能力は「発声による共振波の発生」。周波数を自在に操作することで、物体を激しく振動させて破壊したり、対象の心臓を異常震動させることで殺すことができる。契約対価はタバコを口に入れて嘔吐いて吐き出す行為。実際は「異物を咀嚼する」ことであり、口に入れるものに指定はないが、過去に自分の幼い娘が誤って喉に詰まらせ、命を奪った紙煙草に執着している。
黒と交戦し一度は彼の心臓を停止させたが、電気ショックで自ら蘇生した黒に殺された。

### 第15、16話
マキ
声 - 三瓶由布子
EPRのメンバー。アンバーと共に東京に現れたオッドアイ（右が緑、左が赤味を帯びたピンク）の白人少年。幼くして契約者となったことによる感情の希薄化のためか、言葉で他人とコミュニケーションを取ることの意味が理解できずにいたが、心酔するアンバーにたしなめられて以来「ありがとう」「ごめんなさい」などの日常的な言葉をちゃんと言えるように練習している。アンバーに好意を寄せるあまり、彼女が愛し執着する黒に対して、強い嫉妬の念を抱く。
メシエコードは不明。契約能力は「手で触れた物の爆破」。任意に時間差を用いての爆破が可能であり、鼻を擦る仕草を起爆の合図とする。契約対価は「ホットミルクを飲むこと」。口で吹いたりして冷ますと対価としての効果が無くなるらしい。アンバーに自身の優秀さを強くアピールしようとするあまり早まって、ノーベンバー11に戦いを挑むも彼とMI6の面々に敗れ、氷の刃に貫かれて死亡する。最期までアンバーのことを想っており、アンバー本人もマキの死に悲しみの表情を浮かべた。
CR版ではブリタと2人で組み登場するが、本編でブリタと対面することは無く関係は不明。

### 第17、18話
桜井健児（さくらい けんじ）
声 - 吉野裕行
中澤をリーダーとする暴力団中澤組の三下である若い青年。中澤組の一橋に憧れて彼の下に入った。いつも白スーツを着て、茶髪をオールバックにしている。偶然黒（李舜生）と知り合い、以後彼を慕うようになる。行動力はあるが頭は良くないタイプで、実力もからっきし。商品として取引される予定だったドールに惚れ、駆け落ちを決意。一度は一橋に捕らえられるも、黒たちに助けられ最終的にはドールとともに二人で無事逃れる。その後は秋田まで行ったらしく、黒にきりたんぽを送っている。
一橋誠志（ひとつばし せいじ）
声 - 菅原正志
中澤組の幹部。剃り込みの入った丸刈りの男。愛玩を目的としたドールの密売に手を染めており、密売ルートのキーマンとして“組織”に目を付けられている。中澤組を割ろうと内部抗争を起こし組長殺害に成功。最初は密売するはずだったドールを連れて逃走した健児を捕らえるも、最終的には彼に脅されたふりをして逃亡を見逃す。直後、ヒットマンに殺された。過去に命を懸けてでも守りたい女性がいたが、守れなかったことを後悔していた。
中澤組のドール
一橋のもとから売られる寸前だったドールの少女。健児によって連れ出される。ベリーショートの髪型で、紫色の瞳が特徴。何もプログラムされておらず本来自我を持たないはずのドールであり一切喋ることはなかったが、健児の一途さに触れて自発的に観測霊を飛ばし、表情を変えるなどの行動を取った。健児と共に逃走に成功する。

### 第19、20話
岸田志保子（きしだ しほこ）
声 - 鵜飼るみ子
新興宗教「ゲート原理主義者友愛会」に潜入している“組織”のスパイで女性契約者。潜入のずっと以前から教団と教祖アルマを追い続けていた。
メシエコードは不明。契約能力は「（内臓）破壊」。右手を自分の胸に当てながら対象を見つめることで、相手を体内から破壊する。契約対価は「人間の感受性を取り戻すこと」であるため、能力を使う度に一時的に己の犯した罪の恐ろしさに苦しむ。
かつて公安内部に潜入した教団スパイを割り出す任務中、情報を得るために久能潔（黄）に近づき親しい関係を演じるが、最終的に彼を本当に愛してしまう。情報を得た志保子はスパイを殺害するとともに彼の前から去ったが、黄に二人一緒に過ごした時の記憶を忘れてほしく無いため、記憶を消されて一般人に戻る前に、“組織”に拾われるよう裏で計らった。“組織”の任務のなか彼女は久能（黄）と再会するが、任務に失敗したため“組織”に消されることになる。その彼女を匿おうと黄たちは動くが、彼女は“組織”から黄を守るため自ら死を選んだ。
磯崎壮一
声 - 楠大典
黄の公安時代の仲の良い同僚。実際にはゲート原理主義者友愛会の人間であり、志保子にスパイであることを突き止められ殺された。
磯崎静香
声 - 川村万梨阿
磯崎の妻。目の前で夫を殺されるが、契約者と関わったためMEで記憶を消される。その後は飲み屋を経営しており、黄の行きつけの店になっている。
アルマ
声 - 高乃麗
「ゲート様」を信仰する新興宗教団体ゲート原理主義者友愛会（ゲート友の会）の女性教祖。契約者。メシエコードは不明。契約能力は「変身」で契約対価は「老化」。
人間（組織など）に利用される「業」から契約者たちを救いたいと願い、教団を設立したという女性。初めは身を隠すための方便だったが後々正しいと思うようになり、大きすぎる対価のため使用を控えていた能力で教団と敵対する議員を殺す。それ以降、変身にためらいがなくなり衆目のもとでは常に能力を使って若い姿へと変身を行っていた。加齢により人前に出る回数は少なくなっており、黒に組織の全貌と、人間と契約者が共に住む社会という自分の理想を話した後、彼の目の前で最後の変身能力を実演し、対価で寿命を使い果たし息絶えた。
EPRの計画のためにドールの確保を手伝っていた。

### 第21、22話
ハリス・バーナム
声 - 竹嶋康成
アメリカ大使館のセキュリティ担当。警備主任。自身の秘書として潜入していたブリタに骨抜きにされており、その正体に全く気づいていなかった。

## 作中用語

### 門（ゲート）
地獄門（ヘルズ・ゲート）
東京都心部に発生した異常な領域。10年前、謎の光が地球を貫いた結果として生じた。直径10kmの範囲が高さ500mの壁で日常世界と仕切られ、その外側約2kmも一般人の立ち入りが禁止されている。内部では物理法則に歪みが見られたり、異質な植物の存在なども確認されているが、今なお不明な点が多く、各国の研究対象となっている。地獄門の存在のため山手線は池袋から浜松町までしか走行しておらず、中央線と総武線も一部停止している。天国門の消失した現在、単に「ゲート」と呼べば地獄門を指す。
「ゲートの中では相応の対価を支払えば失ったものを取り戻すことができる」という噂がある。実際、ゲート内では個人の思考や感情が現実の物事に影響を及ぼすということが普通に起こる。
地獄門を仕切る壁には、ゲート消滅のために反ゲート粒子を打ち込むための加速器「サターン・リング」が隠されている。
天国門（ヘブンズ・ゲート）
南米にあった地獄門と同様の場所。詳細不明。光が地球を貫通したため、地獄門とは地球の反対側に位置している。5年前には門を巡って各国の武力が衝突したことで「天国戦争」が起きたが、そのとき突如起こった謎の発光現象によって門から半径1500kmの空間はこの世界から完全に分断され、いかなる物理的手段によっても影響を及ぼすことはおろか観測すらできない絶対不可侵領域となった。これは「天国門消失」事件、もしくは「南米消失」事件と呼ばれている。
天国戦争
5年前、南米の天国門を巡って起きた戦争。世界大戦規模の大戦であり、日本でも札幌が核攻撃を受けるなどの被害が出た。さらに、『DARKER THAN BLACK -流星の双子-』では池袋なども壊滅している。
結果的に、日本のほぼ全土が壊滅したものと思われる。この大戦後、アメリカ合衆国は弱体化し、世界情勢は大きく変化した。
「流星の欠片」
ゲート内物質。ゲート外帯出禁止に指定されている。ガラス状の丸い板状で、望遠鏡の対物レンズに偽装されていた。契約者の能力を増幅する効果があり、PANDORAが厳重に管理していた。最後の決戦にて一度砕かれEPRの面々に分配されたが、元の状態に戻っている。

### 能力者について
契約者
「重力操作」「パイロキネシス」「瞬間移動」などの特殊な能力契約能力を有するようになった人間。能力使用後には契約対価と呼ばれる強迫観念に駆られて必ず取る特定の行動、あるいは必ず身に降りかかる特定の現象が起こる。この「対価」を支払う姿が、あたかも何かと「契約」しているように見えることが「契約者」と呼ばれる所以となっている。能力同様、支払う対価は個々の契約者によって異なり、「飲酒」や「ゆで卵を食べる」といった容易なものから、「指の骨を折る」といった苦痛を伴うもの、さらには「若返る」「老化する」などと様々。もし対価を払わなければバターのように溶けてしまう、という迷信があるが、実際にはどうなるのかは不明。
彼らは特殊能力を有する代わりに感情が希薄化するため、常識や良識に縛られず、他人を殺すことにも良心の呵責を感じないため「冷徹な殺人マシーン」と蔑まれる。常に冷静で合理的な判断の下に行動し、何よりも自分の身の安全を最優先するため、場合によっては仲間を裏切ることも厭わない。また、稀にではあるが執着心があると、合理的ではなくともそこにこだわる傾向も見られる。契約者は夢を見ないとも言われる。また、黒によると「花粉症に掛からない」らしい。
その有用性から様々な国家や企業の諜報活動に重宝され、劇中に登場する契約者のほとんどは何らかの組織に属しており、彼らの存在については報道規制や記憶消去によって一般社会から徹底的に秘匿されている。契約者は地獄門の出現から1週間後に初めて確認されたが、両者の繋がりについての詳細は不明。
外見的特徴は、能力の行使の際に瞳孔が赤く灯る点。また、能力発動時は青白い燐光「ランセルノプト放射光」が能力者の身体から発生する。能力が別個体に作用する類の場合は、発動対象からも生じる。また、ゲート内物質も契約者に反応して発光することがある。
偽りの星（いつわりのほし）
東京に地獄門が現れてから、本当の星の代わりとして夜空に現れた星。星の一つ一つが、それぞれ契約者一人一人に対応しており、契約者の数だけ偽りの星も存在する。星にはすべて「メシエコード」と呼ばれるアルファベットと数字で構成される識別名が付けられており、契約者の呼び名としても用いられる。人が契約者になると新星が現れ、契約者が死ぬと流星となり消える。また、契約者が能力を発動すると星の輝きが増す。天文台は偽りの星を観測し、輝度やスペクトルデータを分析することで、その星に対応する契約者の活動状況を知ることができる。
ドール
「受動霊媒」、あるいは単に「霊媒」とも呼ばれる。銀、ジュライなどが該当。僅かながらも感情が残っている契約者と異なり、完全に感情が消失している。それに伴い人格もなくなっているため、そのままでは自らの生命維持活動を行えず、生かし続けるには周囲が付きっきりで身の回りの世話をするか、すべき行動をプログラムする必要がある。ただし、ME技術（後述）を使って一時的に人格や記憶を植え込むことが可能。
特定の媒体を通し、契約者にしか視認できない観測霊と呼ばれる青いエクトプラズムにコンタクトを取ることで広域の諜報活動が可能。この能力は契約能力とは異なるらしく、対価を払う必要はない。ただし、コンタクト中の観測霊に変化が生じると、ドール自身にも影響が生じる。
天文部には送電線を媒体とするドールが多数所属し、調査活動を行っている。時折感情の存在を感じさせるような行動が見受けられるが、詳細は不明。一般にドールとなった者の存在は知られつつあるが、原因などの真実は明かされておらず「精神的な病」に冒された患者であると認識されている模様。
モラトリアム
契約者の一種で、契約の履行を猶予された存在。「不完全な契約者」とも。能力を使用しても対価の必要がない代わりにその能力は一切制御できず、本人の意思とは無関係に暴発する非常に厄介な存在。また、情緒の安定を欠き幼児退行や記憶混乱などの症状を伴う。通常は一定期間後ドールへと移行し、契約者となる可能性はほぼないとされている。柏木舞はその一人だったが、例外的に契約者へと移行している。
喪失者（そうしつしゃ）
能力を失った契約者。極めて稀な存在であるため、各国で研究の対象となる。喪失する原因や条件が何なのかは不明だが、対応する偽りの星のスペクトルは可視域から外れ、能力と共に対価を払う必要もなくなってある程度感情や良心の働きが戻る。ただし、地獄門に接近すると元来の契約能力が再発する。ハヴォックがこれに該当していた。

### その他の用語
ME技術（エムイーぎじゅつ）
物理的な法則が歪んでしまった地獄門内部で発見された新技術。Memory Eraser（記憶消去）の略。人の記憶を操作することができ、特定の記憶を選択的に削除したり、読み出した別人の記憶や人格をドールに移植するといった措置も可能。一般人が契約者に関する情報を得た場合、ME技術を用いて記憶の一部を消去することで秘密保持が図られる。
PANDORA法（パンドラほう）
天国戦争の後に国家間で結ばれた、ゲートや契約者に関する協定。知識や技術の研究・開発における一部国家の先行や独占を牽制し、新たに紛争の火種が生まれるのを防ぐための取り決め。以降ゲートに関する研究は国連主導で行われることとなり、そのための研究機関「PANDORA」が発足した。しかし、これらの取り決めは表向きだけのもので形骸化しており、実際にはどこの国も遵守していないのが現状である。
大黒斑
数年に一度、太陽表層の一箇所に複数の巨大な太陽黒点が集中的に発生する不気味な現象。ゲートの出現後に見られるようになったが関連性は不明。凶兆と見なされ、五年前の大黒斑周期には天国門消滅とそれに伴う大災害が発生している。
大黒斑が極大期を迎える30分の間に、反ゲート粒子をゲート中心部に打ち込むことでゲートを消滅させることができる。また、ゲート中心部でBK201の物質変換能力により不可侵領域化（エクスプロージョン）を行うことが可能になるのもこのタイミングである。

## スタッフ
- 原作 - BONES、岡村天斎
- 監督 - 岡村天斎
- シリーズ構成 - 岡村天斎、菅正太郎（13話 - ）
- キャラクター原案 - 岩原裕二
- キャラクターデザイン・総作画監督 - 小森高博
- 美術デザイン - 岡田有章、佐藤正浩、田口栄司
- デザインワークス - 柳瀬敬之
- 美術監督 - 青井孝
- 色彩設計 - 水田信子
- 撮影監督 - 武井良幸
- 音響監督 - 若林和弘
- 音響効果 - 倉橋静男
- 音楽 - 菅野よう子
- 音楽プロデューサー - 太田敏明、外村敬一
- プロデューサー - 大藪芳広、大山良、丸山博雄、細川修
- アニメーション制作 - ボンズ
- 製作 - DTB製作委員会（アニプレックス、ボンズ、博報堂DYメディアパートナーズ、ミリカ・ミュージック、ムービック）、毎日放送

## 主題歌
オープニングテーマ
「HOWLING」
作詞 - Takanori Nishikawa、作曲 - Shibasaki Hiroshi、歌 - abingdon boys school
- 使用話数：第1クール（第1話 - 第14話）

「覚醒ヒロイズム 〜THE HERO WITHOUT A "NAME"〜」
作詞 - みく、作曲 - 輝喜、歌 - アンティック-珈琲店-
- 使用話数：第2クール（第15話 - 第23話、第25話、第26話）

エンディングテーマ
「ツキアカリ」
作詞・作曲 - Rie fu、編曲 - 上田禎、歌 - Rie fu
- 使用話数：第1クール（第1話 - 第14話）

「Dreams」
作詞 - マーキー&ユウスケ、作曲 - HIGH and MIGHTY COLOR、編曲 - 山口寛雄・HIGH and MIGHTY COLOR、歌 - HIGH and MIGHTY COLOR
- 使用話数：第2クール（第15話 - 第24話、第26話）

OVA版テーマ
「DARKER THAN BLACK」
作詞・作曲・編曲 - 石井妥師、歌 - 石井妥師
- 使用話数：OVA版OP

## 各話リスト
※話数とサブタイトルは作中の表記に準拠。
| 話数       | サブタイトル                                  | 脚本     | 絵コンテ       | 演出       | 作画監督                            | 放送日         |
| ---------- | --------------------------------------------- | -------- | -------------- | ---------- | ----------------------------------- | -------------- |
| 第一話     | 契約の星は流れた⋯（前編）                     | 岡村天斎 | 岡村天斎       | 岡村天斎   | 小森高博                            | 2007年 4月5日  |
| 第二話     | 契約の星は流れた⋯（後編）                     | 岡村天斎 | 岡村天斎       | 安斎剛文   | 小平佳幸                            | 4月12日        |
| 第三話     | 新星は東雲の空に煌く⋯（前編）                 | 野村祐一 | 石平信司       | 金子伸吾   | 工藤裕加                            | 4月19日        |
| 第四話     | 新星は東雲の空に煌く⋯（後編）                 | 野村祐一 | 石平信司       | 平向智子   | 芝美奈子                            | 4月26日        |
| 第五話     | 災厄の紅き夢は東欧に消えて⋯（前編）           | 菅正太郎 | 京田知己       | 安斎剛文   | 松崎正                              | 5月3日         |
| 第六話     | 災厄の紅き夢は東欧に消えて⋯（後編）           | 菅正太郎 | 岡村天斎       | 山本秀世   | 石井百合子                          | 5月10日        |
| 第七話     | 五月雨にクチナシは香りを放ち⋯（前編）         | 大西信介 | 五十嵐卓哉     | 金子伸吾   | 高橋久美子                          | 5月17日        |
| 第八話     | 五月雨にクチナシは香りを放ち⋯（後編）         | 大西信介 | 五十嵐卓哉     | 恒松圭     | 小森秀人                            | 5月24日        |
| 第九話     | 純白のドレスは、少女の夢と血に染まる⋯（前編） | 砂山蔵澄 | こでらかつゆき | 安斎剛文   | 小平佳幸                            | 5月31日        |
| 第十話     | 純白のドレスは、少女の夢と血に染まる⋯（後編） | 砂山蔵澄 | 大原実         | 金子伸吾   | 工藤裕加 長谷部敦志 岡辰也 小森高博 | 6月7日         |
| 第十一話   | 壁の中、なくしたものを取り戻すとき⋯（前編）   | 菅正太郎 | 京田知己       | 千葉大輔   | 松崎正                              | 6月14日        |
| 第十二話   | 壁の中、なくしたものを取り戻すとき⋯（後編）   | 菅正太郎 | 岡村天斎       | 山本秀世   | 石井百合子                          | 6月21日        |
| 第十三話   | 銀色の夜、心は水面に揺れることなく⋯（前編）   | 大西信介 | もりたけし     | 安斎剛文   | 高橋久美子                          | 6月28日        |
| 第十四話   | 銀色の夜、心は水面に揺れることなく⋯（後編）   | 大西信介 | 大原実         | 金子伸吾   | 工藤糸織 根岸宏行                   | 7月5日         |
| 第十五話   | 裏切りの記憶は、琥珀色の微笑み⋯（前編）       | 野村祐一 | 五十嵐卓哉     | 鳥羽聡     | 小森秀人 樋口聡美                   | 7月12日        |
| 第十六話   | 裏切りの記憶は、琥珀色の微笑み⋯（後編）       | 野村祐一 | 岡村天斎       | 千葉大輔   | 小平佳幸 長谷部敦志                 | 7月19日        |
| 第十七話   | 掃きだめでラブソングを歌う⋯（前編）           | 砂山蔵澄 | 大原実         | 安斎剛文   | 宇佐美皓一 永井達郎                 | 7月26日        |
| 第十八話   | 掃きだめでラブソングを歌う⋯（後編）           | 砂山蔵澄 | 松尾慎         | 久保山英一 | 松井理和子 桑名郁朗 飯野利明        | 8月2日         |
| 第十九話   | あさき夢見し、酔いもせず⋯（前編）             | 大西信介 | 五十嵐卓哉     | 金子伸吾   | 高橋久美子 根岸宏行                 | 8月9日         |
| 第二十話   | あさき夢見し、酔いもせず⋯（後編）             | 大西信介 | もりたけし     | 千葉大輔   | 倉狩真吾                            | 8月16日        |
| 第二十一話 | 粛正の街は涙に濡れて⋯（前編）                 | 菅正太郎 | こでらかつゆき | 鳥羽聡     | 小森秀人 武本大介                   | 8月30日        |
| 第二十二話 | 粛正の街は涙に濡れて⋯（後編）                 | 菅正太郎 | 岡村天斎       | 山本秀世   | 石井百合子                          | 9月6日         |
| 第二十三話 | 神は天にいまし⋯                               | 大西信介 | 京田知己       | 安斎剛文   | 長谷部敦志 小平佳幸（作監協力）     | 9月13日        |
| 第二十四話 | 流星雨                                        | 砂山蔵澄 | 岡村天斎       | 千葉大輔   | 高橋久美子 根岸宏行                 | 9月20日        |
| 第二十五話 | 死神の見る夢は、黒より暗い暗闇か？            | 菅正太郎 | 岡村天斎       | 岡村天斎   | 小森高博 永井達郎 村井孝司          | 9月27日        |
| 第二十六話 | 桜の花の満開の下                              | 大西信介 | 金子伸吾       | 金子伸吾   | 小森高博                            | 2009年 10月3日 |

## 放送局
| 放送対象地域   | 放送局             | 放送期間                | 放送日             | 放送系列   | 備考             |
| -------------- | ------------------ | ----------------------- | ------------------ | ---------- | ---------------- |
| 近畿広域圏     | 毎日放送 (MBS)     | 2007年4月5日 - 9月27日  | 木曜 25:25 - 25:55 | TBS系列    | 製作局           |
| 北海道         | 北海道放送 (HBC)   | 2007年4月5日 - 9月27日  | 木曜 26:10 - 26:40 | TBS系列    |                  |
| 中京広域圏     | 中部日本放送 (CBC) | 2007年4月5日 - 9月27日  | 木曜 26:55 - 27:25 | TBS系列    |                  |
| 関東広域圏     | 東京放送（TBS）    | 2007年4月6日 - 9月28日  | 金曜 25:55 - 26:25 | TBS系列    |                  |
| 宮城県         | 東北放送 (TBC)     | 2007年4月6日 - 9月28日  | 金曜 26:15 - 26:45 | TBS系列    |                  |
| 静岡県         | 静岡放送 (SBS)     | 2007年4月6日 - 9月28日  | 金曜 26:15 - 26:45 | TBS系列    |                  |
| 広島県         | 中国放送 (RCC)     | 2007年4月7日 - 9月29日  | 土曜 26:40 - 27:10 | TBS系列    |                  |
| 熊本県         | 熊本放送 (RKK)     | 2007年4月8日 - 9月30日  | 日曜 25:50 - 26:20 | TBS系列    |                  |
| 岡山県・香川県 | 山陽放送 (RSK)     | 2007年4月9日 - 10月1日  | 月曜 26:25 - 26:55 | TBS系列    |                  |
| 福岡県         | RKB毎日放送        | 2007年4月10日 - 10月2日 | 火曜 26:28 - 26:58 | TBS系列    |                  |
| 日本全域       | @nifty             | 2007年4月11日 - 10月3日 | 水曜 17:00 更新    | ネット配信 |                  |
| 日本全域       | アニマックス       | 2007年5月8日 - 10月23日 | 火曜 23:00 - 23:30 | CS放送     | リピート放送あり |

## 関連商品

### CD
オリジナルサウンドトラック：DARKER THAN BLACK -黒の契約者- 劇伴
2007年7月24日発売
発売：アニプレックス
販売：ソニー・ミュージックディストリビューション

### ドラマCD
DARKER THAN BLACK -黒の契約者- オリジナルドラマCD
岡村天斎 監修 野村祐一 脚本
角川書店発行の月刊Asuka、コミック連動の「応募者全員サービス」（応募者負担あり）

### DVD・Blu-ray
ジャケットはキャラクターデザインの小森高博描き下ろし。初回限定版は毎回(1)キャラクター原案の岩原裕二描き下ろし三方背BOX仕様、(2)40Pのブックレットが付属、(3)メタリックジャケット仕様となっている。全9巻。
- 第1巻/ 2007年7月25日(ANSB-2791)/ 第1話、第2話
  - 初回限定版(ANZB-2791)は特典DVD付き2枚組。
- 第2巻/ 2007年8月22日(ANSB-2792)/ 第3話 - 第5話
- 第3巻/ 2007年9月26日(ANSB-2793)/ 第6話 - 第8話
- 第4巻/ 2007年10月24日(ANSB-2794)/ 第9話 - 第11話
- 第5巻/ 2007年11月28日(ANSB-2795)/ 第12話 - 第14話
- 第6巻/ 2007年12月26日(ANSB-2796)/ 第15話 - 第17話
  - 初回限定版(ANZB-2796)は特典CD付き。
- 第7巻/ 2008年1月23日(ANSB-2797)/ 第18話 - 第20話
- 第8巻/ 2008年2月27日(ANSB-2798)/ 第21話 - 第23話
- 第9巻/ 2008年3月26日(ANSB-2799)/ 第24話 - 第26話
  - 初回限定版は特製封筒入りカードセット付き。
- Blu-ray BOX / 2009年9月30日
  - Blu-ray Disc 5枚組。三方背BOX+デジジャケット仕様 / 40Pブックレット封入【完全生産限定】

### Webラジオ
『DARKER THAN BLACK-黒の契約者-』インターネット・ラジオ・スペシャル『25番目の星が流れる前に』
アニメイトTVにて2007年9月27日 - 12月27日までの期間限定で配信された。こちらは、2007年12月26日に発売されたDVDシリーズ第6巻の初回限定版として付いている特典CDに収録されている。
パーソナリティは木内秀信（黒役）、福圓美里（銀役）、水樹奈々（霧原未咲役）の3人。

### 書籍
「DARKER THAN BLACK-黒の契約者-」 オフィシャルファンブック トーキョーエクスプロージョン調査報告
2009年10月24日発行 (ISBN 978-4-7575-2672-3)
発行：スクウェア・エニックス

### パチスロ
DARKER THAN BLACK -黒の契約者-
SNKプレイモアより2013年1月発売。パチスロ参入以来初めてとなる、自社以外の作品とのタイアップ機。

## DARKER THAN BLACK -黒の契約者- 外伝
2009年12月から2010年7月までリリースされたテレビアニメ第2期『DARKER THAN BLACK -流星の双子-』のDVD・Blu-rayの偶数巻に各1話ずつ収録されている、テレビアニメ未放送の新作OVA。全4話。
2010年2月24日からはPlayStation Storeにて本編のレンタル配信も開始。公式サイトではPVが公開されている。

### 作品概要（OVA）
『DARKER THAN BLACK -黒の契約者-』第25話のその後を描いた外伝エピソード。黒と銀を中心に、『DARKER THAN BLACK -流星の双子-』へと続く出来事が語られる。
次回予告の語り手は黒（声：木内秀信）が担当。

### 物語
“組織”から追われる身となった黒は銀を連れて逃避行を続けていたが、銀にある変化が訪れる。感情を失ったはずのドールである銀に自我が芽生え始めていたのだ。自身を守護する黒に想いを寄せはじめていた銀は、彼への想いを表すようになり、黒は変化を見せる彼女に不安を感じながらも、お互い惹かれあうようになっていった。
台湾へ渡るために沖縄に立ち寄った二人は、束の間の休息を取るが、やはりここにも“組織”の追っ手が迫っていた。銀が攫われ、人を操る契約者・クロードが黒の前に立ちはだかる。黒は体を操られ殺されかけるが、その場に現れた銀の観測霊が、逆にクロードを操り自殺させる。敵を全滅させた黒は銀を救出し脱出する。しかし、クロードは生きていた。彼は“組織”とは別の情報屋マダム・オレイユに雇われ、二人を監視していた。
二人は香港へと流れ着き、情報屋の陳を使って逃亡の準備を進めるが、突如銀が自分を囮に敵を迎え討とうと提案した。まるで別人のような口調で話す銀に困惑しながらも、提案通りにドールを売るという情報を流す。銀にさっきのやりとりを問い詰めるが、彼女にその時の記憶がなかった。その後、情報を聞きつけた、香港のマフィアの女ボスである小姐が取引に現れる。しかし彼女に元より取引するつもりはなく、手下のロー、ユンと共に戦闘を仕掛けてくる。3対1に加え、重力を操る小姐に追い詰められる黒。しかし、監視を続けていたクロードがユンを殺害。さらに、再び現れた銀の観測霊が小姐を操って自殺させた。そして生き残っていたローも、二人の救出に現れたEPRの残党の雨霧が殺害。二人はEPR残党のアジトに運ばれる。
二人を匿った雨霧は、その目的を黒に伝える。50年以上前に書かれた予言書に、「イザナミ」と呼ばれる女性が世界を変えるほどの力を得ることが書かれており、“組織”は類を見ない速度で進化している銀がそれに当たると考え、捕らえようとしていたが、雨霧はそれを阻止しようとしていた。そして銀も自分の中に別の人格が存在していることに気がついていた。自分の存在が銀の進化を促している可能性を雨霧に指摘された黒は、銀に別れようと提案するが、銀は涙を流してそれを拒む。アジトにはクロードとその相棒の「野良犬」も潜り込んでいた。二人は銀が「イザナミ」であると判明した時点で殺害せよとの命令を受けていたが、クロードはそれを無視して雨霧に銀の進化をさらに促そうと提案する。雨霧は提案を断るが、クロードは雨霧に化けて、アジトの契約者たちを黒へと差し向ける。敵を退けた黒は雨霧の元へ急ぐが、すでに雨霧や他の契約者は、覚醒しかけた銀の力によって魂を抜かれた後だった。
黒はクロードに裏切られた元相棒である「野良犬」と手を組み、銀の救出に向かう。その頃クロードは、各国特務機関に彼女を売る取引を持ち掛けていた。銀を狙う各国の諜報機関やクロードが抱き込んだEPRの契約者が襲い来る中、黒は銀を見つけ出すがクロードの罠にハマり捕らえられてしまう。クロードは中国の諜報機関に銀を売るが、クロードは手に入れた大金を目の前で破棄した。クロードは自分たち契約者がドールや金がなければ動けないことに憂い、いつしか契約者が人間の上に立つ世界を理想とする考えを持つようになり、イザナミがそれを可能にすると考え銀の覚醒を促進を企てていたのだ。黒は一瞬の隙を突き、クロードに電撃を喰らわせるが、それはクロードの能力によって操られていた銀だった。その瞬間、銀はイザナミとして覚醒し、クロードを含む周囲の人間の魂を吸い上げ始めた。わずかに残っていた銀の人格が黒に自分を殺すよう懇願するが、彼女を愛するようになった黒がそれを拒むと、銀は自ら別れを告げた。直後の巡洋艦からのミサイル攻撃により、銀は姿を消した。銀は黒の下を去った後も、自力で覚醒を抑えこもうとしていた。その様子を観測していた日本の諜報機関「三号機関」によって、銀は冷凍保存装置にて厳重保管されることになった。
それからしばらくが経ち、黒は同じく生き残った陳の店に身を寄せていたが、銀を喪ったと思い酒に浸り荒む日々を送っていた。そこに情報屋のオレイユが現れ、銀が生きていることを教えられる。銀を取り戻すため、オレイユの仕事を請け負った黒はロシアへと向かう。

### 登場人物（OVA）
黒（ヘイ）
声 - 木内秀信
“組織”から銀とともに逃亡を続ける。銀とは互いに惹かれあうようになるが、変化を見せる彼女に不安と困惑を隠せずにいる。
銀（イン）
声 - 福圓美里
“組織”から黒とともに逃亡を続ける。自我を持ちつつあり、自身を守護する黒に想いを寄せはじめている。「進化するドール」であるとされ、やがてその内に「イザナミ」と呼ばれるもう一つの人格が目覚めつつあった。
クロード
声 - 岩永哲哉、平松晶子（アンバー変装時）
金髪に薄紫のメッシュを入れている男の契約者。契約能力は「相手の脳を支配する」ことで、幻覚や人体の操作などの応用ができる。契約対価は「花を食べる」。
“組織”の契約者として登場するが、その実マダム・オレイユに雇われており、「野良犬」と共に黒と銀の監視を行っていた。しかし、契約者が人間に使われていることに不満を抱いており、進化した銀を使って人間の上に立つことを画策し、銀を誘拐する。
野良犬
声 - 井上夏葉
本名不明。「人間や動物に憑依する」能力を持つ契約者。野良犬に憑依して行動していた。契約対価は「マニキュアを塗る」。クロードの相棒だったが、命令を無視して銀の誘拐をしようとする彼を阻止しようとし、返り討ちに会った。憑依していた野良犬が死んだ後は、本体であるスキンヘッドの白人女性の姿で登場。クロードを阻止するために黒と共闘したが、覚醒したイザナミに魂を抜かれ殺された。
小姐（シャオジー）
声 - 皆川純子
第2話に登場した香港のマフィアの女ボスである契約者。契約能力は「重力を操る」。契約対価は「自身が身に着けているものを外す」。銀を売るという偽の情報に応じて、九龍城にてロー、ユンを引き連れて黒らと邂逅。しかし元より取引するつもりはなく戦闘を仕掛ける。彼女曰く「特別な客」から本当の情報を得ていた。イザナミの力により自分自身に契約能力が発動。押し潰されて死亡する。
ロー
声 - 平井啓二
「天」の文字が書かれた水色の中国服を着た男。「小姐」の舎弟である契約者。メシエコードは不明。契約能力は「磁力を操る」。契約対価は不明。中国武術の使い手でもある。戦闘の末、銀を手に掛けようとするが、寸前に雨霧に殺害される。
ユン
声 - 竹内良太
「地」の文字が書かれた黄緑色の中国服を着た男。他はローと同様だが、能力は不明。
九龍城にて銀を追った際、ローに化けたクロードに青龍刀で刺され、クロードによって自身の契約能力で動かす巨大な鉄パイプに押し潰された。
少年のドール
声 - 佐藤有世
“組織”の追っ手らが使役するドール。追っ手を黒が倒した後は、クロード、「野良犬」の手元に置かれていた模様。EPR残党のアジトでイザナミが覚醒の片鱗を現した際からは、黒、「野良犬」と行動を共にした。事件が収束した後は陳の店で世話をしてもらっている。
雨霧（あまぎり）
声 - 桐本琢也
本編にてアンバーの部下として登場した大柄の男。顔面には舞との闘いによる火傷が痕となっており、頭髪も焼けたためスキンヘッドとなっている。左目には眼帯を着用している。第2話の黒たちの「小姐」ら香港マフィアとの戦闘の末に、 EPR残党を率い現れる。EPR残党のアジトに黒と銀を匿うが、クロードにより覚醒の片鱗を現したイザナミの力で部下共々魂を抜かれ殺される。
陳（チン）
声 - 松本ヨシロウ
第2話から登場した香港の情報屋。表家業として料理店も経営している。なりゆきで戦いに巻き込まれてしまう。事件終息後は、EPR残党のアジトの契約者同士の間に生まれた赤ん坊や、少年のドールの世話をしている。

### スタッフ（OVA）
- 原作 - BONES・岡村天斎
- キャラクター原案 - 岩原裕二
- キャラクターデザイン・総作画監督 - 小森高博
- 美術デザイン - 貴井孝、岡田有章、佐藤正浩（2話）
- デザインワークス - 柳瀬敬之、やまだたかひろ、赤石沢貴志
- 脚本 - 菅正太郎
- 美術監督 - 貴井孝
- 音楽 - 石井妥師
- 音楽プロデューサー - 太田敏明（ボーダーライン）、外村敬一
- 音楽制作 - アニプレックス
- 音響監督- 若林和弘
- アニメーション制作 - ボンズ
- 製作 - DTBG製作委員会（アニプレックス、ボンズ、博報堂DYメディアパートナーズ、毎日放送）
- 監督 - 岡村天斎

### 各話リスト
| 話数   | 絵コンテ   | 演出     | 作画監督            |
| ------ | ---------- | -------- | ------------------- |
| 第一話 | 岡村天斎   | 千葉大輔 | 伊藤嘉之            |
| 第二話 | 柳沢テツヤ | 千葉大輔 | 伊藤嘉之            |
| 第三話 | 西村博之   | 成田歳法 | 工藤裕加            |
| 第四話 | 岡村天斎   | 岡村天斎 | 小森高博 石井百合子 |

### リリース
- 第1話 - Blu-ray・DVD『DARKER THAN BLACK -流星の双子- 第2巻』収録 2010年1月27日発売
- 第2話 - Blu-ray・DVD『DARKER THAN BLACK -流星の双子- 第4巻』収録 2010年3月24日発売
- 第3話 - Blu-ray・DVD『DARKER THAN BLACK -流星の双子- 第6巻』収録 2010年5月26日発売
- 第4話 - Blu-ray・DVD『DARKER THAN BLACK -流星の双子- 第8巻』収録 2010年7月21日発売

### 配信スケジュール
| 対象地域 | 配信媒体          | 配信話数      | 配信開始日    | 備考     |
| -------- | ----------------- | ------------- | ------------- | -------- |
| 日本全域 | PlayStation Store | 第1話 - 第2話 | 2010年2月24日 | 有料配信 |

## DARKER THAN BLACK -黒の契約者- （Asuka版）
DARKER THAN BLACK -黒の契約者-（あすかコミックスDX）
原作：BONES・岡村天斎 画：野奇夜 シナリオ協力：羽角彩夏（アークライト）発行：角川書店
角川書店発行の『月刊Asuka』に連載された。
- 第1巻(ISBN 978-4-04-854115-2) 2007年8月25日発行
- 第2巻(ISBN 978-4-04-854149-7) 2008年1月26日発行

### オリジナルキャラクター
師能奏（しのう かな）
黒や猫と出会った少女。本作の語り部。
数年前に能力者の起こした大量殺人事件で父を失い、母はその衝撃で廃人と化して家庭は崩壊した。そんなある日、奏は死んだはずの父を街で見かけ、その父を追ううちに能力者たちの世界へ、そしてヘルズゲートへと深入りしていく。
クラング
能力者集団「ウィーゲンリート」のリーダー。本名は御吹響（みぶき きょう）。
契約者。契約能力は「物を共鳴させる」。手のひらから発せられる超音波により物質を振動させ破壊することが可能。能力に目覚めたときはモラトリアムだったため、オルケスタ研究所で廃人化を防ぐ薬を投与されていた。モラトリアムのままであるため、対価を払う必要がなく感情や道徳感の欠如も見当たらない黒と同等の存在。ムジークと想い合っており彼女を助けるために行動を起こす。
中盤でノーベンバー11に接触し、MI6と協力しようとするが裏切りにあい、強制睡眠で眠らされる。それを自力で解き、ムジークと接触するが人の知性をなくしたムジークに能力を剥奪される。ヘルズ・ゲートで能力を取り戻しムジークの復讐を果たそうとし、ムジークの意思を受け継いだ叶音を信じることができず、暴走を起しゲート内に吸い込まれる。その空間で黒、ムジーク、奏、叶音と出会い、最後は礼を言いながらムジークと共に消滅した。
ムジーク
本名は蒔田美砂（まきた みさ）。
契約者。契約能力は「他の契約者の能力を奪い、また、奪った能力を他人に与える」。その能力をドールに応用して能力者兵器を量産しようとしたオルケスタ研究所の生体実験の餌食となり、廃人となって研究所に拘禁されている。
毬谷叶音（まりや かのん）
クラングのドール。ドールでありながら自分の意思を持ち、なぜか奏を慕う。
その「正体」は、美砂がまだ正常だった頃に己の一部を移し替えたドールであり、クラングにそのことを告げるがまったく信用されず、クラングは暴走するままヘルズゲートをくぐってしまう。
師能静馬（しのう しずま）
師能奏の父であり契約者でもある。クラングの部下でコードネームは「シュテイル」。
契約能力は「水を操る」。作中では噴水の水を圧縮し鋭利な刃物状の凶器へと変えた。契約対価は「嘔吐」。数年前に起きた殺人事件で死亡したかと思われていたが、実はその事件の主犯でありそれを目撃した奏の記憶を操作していた。クラングの命令で、黒を組織に招くために、奏や奏の母を人質にとり優位に立とうする。悉く黒に打破され、最後はクラングに見限られ、脳を破壊されて死亡。
デイル
契約者。クラングの部下。
契約能力は「地面に潜る」。地面を泳ぐような形で移動することができるが、それゆえ地上が見えず僅かに見える対象の足で判断するしかない。英語を多用する。クラングの命令で奏を殺害しようと近付くが不意を突かれ、黒に殺される。

## DARKER THAN BLACK -漆黒の花-
キャラクター原案者である漫画家・岩原裕二によって描かれる『DARKER THAN BLACK -黒の契約者-』の直後の物語。“組織”の後ろ盾をなくした黒と銀、そして外事四課の面々、さらに新たに登場する人物・月森梓を中心にストーリーが展開する。
DARKER THAN BLACK -漆黒の花-（ヤングガンガンコミックス）
スクウェア・エニックス発行の『ヤングガンガン』に連載された。
- 第1巻(ISBN 978-4-7575-2706-5) 2009年10月24日発行
- 第2巻(ISBN 978-4-7575-2832-1) 2010年3月25日発行
- 第3巻(ISBN 978-4-7575-3008-9) 2010年9月25日発行
- 第4巻(ISBN 978-4-7575-3177-2) 2011年3月25日発行

### 登場人物（漆黒の花）

#### 水ヶ丘女子高等学校
月森梓（つきもり あずさ）
水ヶ丘女子高等学校に通う女子高生。跳躍力が高くバレー部に所属している。
実岡と一時交際していたが、彼の本性を知り、逆襲するため契約者になることを望む。そんな中ハーヴェストと出会い、足に「漆黒の花」を植えつけられ、覚醒者として超人的な脚力を得る。その力で実岡の仲間たちを殺害するが、その場に現れた黒に諭され、復讐を一時断念する。しかし、その直後に漆黒の花が覚醒し、実岡を殺害してしまう。その後は意識の無いままアビゲイルに花を足の肉ごと引き抜かれて奪われ、覚醒者からは解放されたものの片足が不自由になってしまう。その後は自分の負の感情から生まれた響子と邂逅し、自分の本心と向き合い、ハーヴェストの野望の阻止に繋げる。その後は自分を保護しに来た三咲に自分を逮捕するように進言した。
響子（きょうこ）
梓の同級生で親友。大助とは親戚で肉体関係がある。梓より先にハーヴェストと接触し、黒い花を体に植えつけられていた。
ハーヴェストと黒との戦いによって生まれた電子の暴走から梓を庇い、暴走に巻き込まれ死亡。
実岡大助（みおか だいすけ）
梓が所属するバレー部のコーチを務めている男性。28歳。女癖が悪く複数の女性との関係を持ち、チンピラたちと組んでそれらの女性の裏DVDを密売している。黒からは「根性の腐ったゲス」と評されている。
黒に諭され自分の殺害を踏みとどまった梓をスタンガンで攻撃したが、それにより花が完全に覚醒した梓に腹に蹴りを入れられ、体がバラバラに吹き飛び即死した。

#### 外事四課
柳 一世（やなぎ いっせい）
逮捕された宝来の後任の公安部部長。本人は真面目に仕事をする気はない。ハーヴェスト逃亡後、美咲に四課解散と左遷を告げる。

#### 国連機関PANDORA（漆黒の花）
パーセル
PANDORAの契約者である少女（見た目は男の子）。契約能力は「空間移動能力」。契約対価は「頭に耳をつけていること」で、フードに動物の耳が付いたコートを着用している他、予備のつけ耳を携帯している。性格は生意気な自信家だが、契約者であるにもかかわらず、チャンプに友情を感じるなど、他の契約者と違い心を失っていない。物語中盤から終盤までに掛けて黒たちに協力し、ハーヴェストの計画を阻止する。最後は東京を後にする黒と銀を見送った。
チャンプ
パーセルとペアを組んでいる大柄の男性のドール。植物を媒介に観測霊を操る。また、実験により全身を機械に改造されており、訓練を受けた契約者や兵士数名と戦うことも可能。しかし、試作品というより欠陥品であり、機械の部分がオーバーヒートしやすい上にその熱が生身の部分の命に関わるほど高温になるという弱点を持つ。パーセルの秘密基地にて覚醒者となった兵士たちからパーセルを逃がすために戦い、最終的には立ったまま力尽きた。普通のドール同様に感情が無いように見えるが、パーセルとは深い友情で繋がっていた。
西島総帥
エリック西島の父。息子の失態を償うべく、「ハーヴェストを使って黒い花を覚醒させ、その覚醒物質を抽出して普通の薬剤とし、一般人でも薬剤投与で簡単に覚醒者の力を得られるようにする」大計画を企む。
用済みとなったハーヴェストを処分するために覚醒者の部隊を送り込むが、逆に黒い花の力で操られており、ビルを襲撃される。迎撃に向かわせた部下も黒い花に寄生され追い込まれたためヘリで脱出しようとするが、屋上のヘリポートに居合わせた黒に激昂し、部下の進言を無視して銃を向ける。しかし、アビゲイルの能力で気絶させられる。
アビゲイル・クロフト
西島の部下である契約者の女性。契約能力は「対象の人物の感覚を狂わせる」。契約対価は「顔をなめる」。当初は黒たちと敵対していたが、ハーヴェストが西島ビルに襲撃を仕掛けてきた際に共闘し、援護する。
ダッシュ
契約者。契約能力は「高速移動」。トップロープと共に銀を拉致しようとしたが、チャンプに阻まれ失敗する。その後、覚醒者たちの部隊に襲撃され、ベイリーが先読みして投げていた手榴弾を食らって死亡する。
契約者でありながら予感で行動する面もある。
トップロープ
契約者。契約能力は「ロープを自在に操る」。ダッシュと共に銀を拉致しようとしたがチャンプに阻まれ失敗する。その後、覚醒者となった兵士のナイフで体を真っ二つにされた。
レナード・マクスレイ将軍
契約者嫌いの軍人。西島の計画に乗り、部下の兵士たちに黒い花の力を与える。南米では「鉄の男」と呼ばれていた。
南米当時の黒を鍛え上げた人物でもある。
部隊と共に黒たちを襲い、ミーナを自身の手で射殺し、セルゲイも部下に殺させるが、パーセルの報復を受けて成層圏のすぐ下まで転移させられ、墜落死させられた。
ウィリアム・ベイリー
黒い花の力により覚醒した部隊の隊長で、階級は伍長。能力は「超感覚」。黒と一騎討ちをし超感覚で優位に立つが、意識を集中させた黒が行った物質変換で銃を無効化され、電撃を食らって倒される。
マイケル・カーン
ベイリーの部下に当たる部隊の副隊長。ベイリーと同じく黒い花の力により覚醒している。能力は手の平から発する「衝撃波」。自らは「利己的斥力」と呼称しており、雨霧の能力と酷似している。銀との接触で油断し、黒に近くにいた兵士もろとも首の骨を折られ殺害される。なお、部隊の生き残りはハーヴェストに黒い花を植えつけられて操られ、捨て駒にされた。
江藤
シュレーダーと同じゲートの科学者。見た目はドレッドヘアーと眼鏡を着用しており、興奮すると吃音になる。西島の命令で黒い花の研究に取り掛かり、覚醒物質の薬剤化に成功した。
PANDORAに所属していることからミーナと面識があったようで彼女の死を西島から伝えられた際は少しだけ、ほんの少しだけ動揺していた様子。
梓から入手した黒いタンポポが人間化した際にシャツをはぎ取られる。

#### その他
ハーヴェスト
黒が追っている契約者。メシエコードはHV117。契約能力は「電子の寸断による物質分解」。電子を操るという点で黒と酷似した能力であり、彼らの能力がぶつかり合うと共振を起こし、周囲の電子を暴走させてしまう。契約対価は「丸いものを飲み込むこと」で、大きめの飴玉を携帯している。
自らが契約者であることを誇りに思っており、契約者としての合理的な思考を好む一方、思いや社会性などといった非合理的な「つながり」を嫌悪している。だが南米戦争の際にアンバーに敗北し、当時人間だった黒よりも劣るという言葉を受け誇りを打ち砕かれてしまい、人類から非合理的な思考を奪いそれが不要なものだと証明し、非合理的な思考を持たない契約者である自分こそが進化の極致であることを証明するという野望と、黒を破りアンバーの理想を否定するという目的を抱くようになった。
本名は「マシュー・エドナー」で、パンドラの契約者の一人。黒い花の実験に携わり、一度は黒い花に寄生されたことで命を落としたが、トーキョーエクスプロージョンの際、黒がサターンリングを破壊した際のエネルギーにより復活。黒い花の正体を知った彼は、黒い花の契約者の肉体を取り戻す代わりに、全人類に黒い花を寄生させ、すべての人間を目的のためだけに行動する合理的な生き物に変えるという契約を交わし、黒い花に人間の感情と記憶を吸収させ肉体を再構成するために強い感情を持つ者に黒い花を寄生させ、さらにその感情を爆発させることで黒い花の成長を促している。
最期は黒がハーヴェストの能力を裏返した一撃を与えられ、消滅した。
黒い花の契約者・本体
梓から切り落とされた黒い花が人間化したもの。そのため、外見は響子と瓜二つ。
自分自身が何者だったのか、どんな姿をしていたのかを完全に忘れて肉体を失っていたが、梓の記憶を利用して響子の容姿と精神を獲得し、梓に響子の顔で悪意を向けて苦しめる。
ハーヴェストと組んで世界中に黒い花をまき散らし、世界中の人間を覚醒者にしようとするが、梓が跳びかかった弾みで流星の破片（かけら）が暴走。そのエネルギーの渦の中で梓と和解して消失した。

### 用語
黒いタンポポ
「黒い花」や「漆黒の花」とも言われる。今作のタイトルにもなっているキーアイテム。PANDORAが発見し、サターンリング計画以前から極秘裏に研究を進めている。
ミーナが研究していたもので、タンポポが変異したものでも新たに誕生した生物でもなく、契約者そのもの、より正確には本体が消えて能力だけが残った状態と分析していた。
当初は寄生した人間を操る能力だったという。
覚醒者
黒い花を植えつけられたことにより、契約者と違い感情を残したまま特殊能力を得た者のこと。覚醒するためには「確固たる目的」を持つことが必要であり、目的が果たされれば対価として全ての記憶を奪われ、意識を失い衰弱死する。後にPANDORAが花から覚醒者へと変質させる成分、覚醒物質のみを抽出することに成功し、人体へ投与することでノーリスクで覚醒者とさせる薬を完成させた。